# پادشاه مو
پادشاه مو (به کره‌ای: 무왕)، (سلطنت: ۶۰۰~۶۴۱ میلادی)؛ سی امین پادشاه بکجه، یک پادشاهی از میان سه پادشاهی کره بود. او چهارمین پسر پادشاه ویدوک بیست و ششمین پادشاه بکجه بود.

## پیش‌زمینه
در طول سلطنت او، سه پادشاهی (گوگوریو، بکجه و شیلا) با یکدیگر در جنگ بودند، زیرا اتحادها از میان رفته بود و چین نیز تغییر دودمان را تجربه کرد.
از آنجایی که یافتن منابع تاریخی معتبر برای دوره سه پادشاهی دشوار است، جزئیات سیاست‌های پادشاه مو مشخص نیست.

## سلطنت
پادشاه مو در اوایل سلطنت خود چندین بار به شیلا حمله کرد. او همچنین از دودمان سویی برای حمله به گوگوریو درخواست کمک کرد. پس از جنگ‌های گوگوریو–سویی، درسال ۶۱۸ میلادی دودمان تانگ، سویی را از میان برد و جایگزین آن در چین شد.
درسال ۶۲۷ میلادی، او تلاش کرد تا زمین های از دست رفته را از شیلا پس بگیرد، اما تانگ با مداخله دیپلماتیک مانع شد و تلاش‌ها متوقف شد. در همان سال، او راهب بودایی «گوالوک» را با متونی در مورد بودیسم، نجوم، تاریخ و جغرافیا به ژاپن فرستاد.
او به طور رسمی معبد «میروکسا» را درسال ۶۰۲ میلادی تأسیس کرد. همچنین گفته می‌شود که او دستور تعمیر کاخ سابی را درسال ۶۳۰ میلادی و ساخت اولین دریاچه مصنوعی شناخته شده در کره در نزدیکی کاخ او صادر کرد. سیاست‌های او در نیمه دوم سلطنتش که بر پروژه‌های ساختمانی به قیمت دفاع ملی تأکید می‌کرد، اغلب تصور می‌شود که در سقوط بکجه، که بیست سال پس از مرگ او رخ داد، نقش داشته است.
دلایلی وجود دارد که باور کنیم او حداقل برای مدت کوتاهی پایتخت بکجه را از دژ سابی در شهرستان بویو به ایکسان منتقل کرد. به نظر می‌رسد شواهد باستان شناسی در ایکسان، از جمله آرامگاه های منسوب به پادشاه مو و ملکه سونهوا این را تایید می‌کند.
تجزیه و تحلیل استخوان‌های پادشاه مو نشان می‌دهد که پادشاه مو در حدود ۶۰ سالگی درگذشت است، قد او بین (۱۶۱ تا ۱۷۰ سانتی‌متر) بود و سال مرگ او بین ۶۲۰ تا ۶۵۹ میلادی تخمین زده می‌شود.
پادشاه مو روابط نزدیکی با امپراتوری تانگ داشت، اما بعد ها تانگ با شیلا متحد شد و در جنگ‌های اتحاد سه پادشاهی، شبه‌جزیره کره را درسال ۶۶۸ میلادی متحد کرد.

## داستان سودونگ
«سامگوک یوسا» افسانه‌ای را در مورد ازدواج پادشاه مو با شاهدخت سیلا نقل می‌کند، اگرچه مورخان با توجه به خصومت‌های بین پادشاهی‌های رقیب، صحت آن را بعید می‌دانند. در این داستان، سودونگ جوان (نام کودکی مو) عاشق شاهدخت سونهوا می شود و عمداً آهنگی در مورد شاهدخت و خودش در بین مردم پخش می کند. به لطف این آهنگ («داستان سودونگ» یا «آهنگ سودونگ»)، پادشاه جینپیونگ شاهزاده خانم را تبعید کرد و پادشاه مو با او ازدواج کرد.

## خانواده
- پدر: پادشاه ویدوک
- مادر: یون گامو
  - برادر: جینی - به ژاپن رفت و اجداد «خاندان اوئوچی» و «خاندان تویوتا» شد.
  - ملکه: شاهزاده سونهوا - از خاندان سلطنتی شیلا دختر پادشاه جینپیونگ پادشاه شیلا.[۷][۸]
    - پسر: پادشاه اویجا سی و یکمین پادشاه بکجه - واپسین پادشاه بکجه، که قبل از پادشاه شدن با نام «بویو اویجا» شناخته می‌شد.

  - ملکه: ملکه ساتک - دختر وزیر «ساتک جوکدوک»
    - پسر: ناشناخته
      - نوه: بویو گیوگی - درسال ۶۴۲ میلادی به ژاپن تبعید شد.

    - پسر: بویو سه‌سانگ

## تبارنامه
|  |  | ساتک جوکدوک 사택적덕 | ساتک جوکدوک 사택적덕 | ساتک جوکدوک 사택적덕 | ساتک جوکدوک 사택적덕 | ساتک جوکدوک 사택적덕 | ساتک جوکدوک 사택적덕 |                     |                     |                     |                     |                     |                     | پادشاه ویدوک 위덕왕 | پادشاه ویدوک 위덕왕 | پادشاه ویدوک 위덕왕 | پادشاه ویدوک 위덕왕 | پادشاه ویدوک 위덕왕 | پادشاه ویدوک 위덕왕 |                      |                      |                      |                      |                      |                      | پادشاه جینپیونگ پادشاه شیلا 신라 진평왕 | پادشاه جینپیونگ پادشاه شیلا 신라 진평왕 | پادشاه جینپیونگ پادشاه شیلا 신라 진평왕 | پادشاه جینپیونگ پادشاه شیلا 신라 진평왕 | پادشاه جینپیونگ پادشاه شیلا 신라 진평왕 | پادشاه جینپیونگ پادشاه شیلا 신라 진평왕 |  |  |  |  |  |  |  |  |  |  |  |  |  |  |  |  |  |  |  |  |  |  |  |  |  |  |  |  |  |  |  |  |
|  |  | ساتک جوکدوک 사택적덕 | ساتک جوکدوک 사택적덕 | ساتک جوکدوک 사택적덕 | ساتک جوکدوک 사택적덕 | ساتک جوکدوک 사택적덕 | ساتک جوکدوک 사택적덕 |                     |                     |                     |                     |                     |                     | پادشاه ویدوک 위덕왕 | پادشاه ویدوک 위덕왕 | پادشاه ویدوک 위덕왕 | پادشاه ویدوک 위덕왕 | پادشاه ویدوک 위덕왕 | پادشاه ویدوک 위덕왕 |                      |                      |                      |                      |                      |                      | پادشاه جینپیونگ پادشاه شیلا 신라 진평왕 | پادشاه جینپیونگ پادشاه شیلا 신라 진평왕 | پادشاه جینپیونگ پادشاه شیلا 신라 진평왕 | پادشاه جینپیونگ پادشاه شیلا 신라 진평왕 | پادشاه جینپیونگ پادشاه شیلا 신라 진평왕 | پادشاه جینپیونگ پادشاه شیلا 신라 진평왕 |  |  |  |  |  |  |  |  |  |  |  |  |  |  |  |  |  |  |  |  |  |  |  |  |  |  |  |  |  |  |  |  |
|  |  | ملکه ساتک 사택왕후   | ملکه ساتک 사택왕후   | ملکه ساتک 사택왕후   | ملکه ساتک 사택왕후   | ملکه ساتک 사택왕후   | ملکه ساتک 사택왕후   |                     |                     |                     |                     |                     |                     | پادشاه مو 무왕      | پادشاه مو 무왕      | پادشاه مو 무왕      | پادشاه مو 무왕      | پادشاه مو 무왕      | پادشاه مو 무왕      |                      |                      |                      |                      |                      |                      | شاهدخت سونهوا 선화공주                  | شاهدخت سونهوا 선화공주                  | شاهدخت سونهوا 선화공주                  | شاهدخت سونهوا 선화공주                  | شاهدخت سونهوا 선화공주                  | شاهدخت سونهوا 선화공주                  |  |  |  |  |  |  |  |  |  |  |  |  |  |  |  |  |  |  |  |  |  |  |  |  |  |  |  |  |  |  |  |  |
|  |  | ملکه ساتک 사택왕후   | ملکه ساتک 사택왕후   | ملکه ساتک 사택왕후   | ملکه ساتک 사택왕후   | ملکه ساتک 사택왕후   | ملکه ساتک 사택왕후   |                     |                     |                     |                     |                     |                     | پادشاه مو 무왕      | پادشاه مو 무왕      | پادشاه مو 무왕      | پادشاه مو 무왕      | پادشاه مو 무왕      | پادشاه مو 무왕      |                      |                      |                      |                      |                      |                      | شاهدخت سونهوا 선화공주                  | شاهدخت سونهوا 선화공주                  | شاهدخت سونهوا 선화공주                  | شاهدخت سونهوا 선화공주                  | شاهدخت سونهوا 선화공주                  | شاهدخت سونهوا 선화공주                  |  |  |  |  |  |  |  |  |  |  |  |  |  |  |  |  |  |  |  |  |  |  |  |  |  |  |  |  |  |  |  |  |
|  |  |                      |                      |                      |                      |                      |                      |                     |                     |                     |                     |                     |                     |                     |                     |                     |                     |                     |                     |                      |                      |                      |                      |                      |                      |                                         |                                         |                                         |                                         |                                         |                                         |  |  |  |  |  |  |  |  |  |  |  |  |  |  |  |  |  |  |  |  |  |  |  |  |  |  |  |  |  |  |  |  |
|  |  |                      |                      |                      |                      |                      |                      |                     |                     |                     |                     |                     |                     |                     |                     |                     |                     |                     |                     |                      |                      |                      |                      |                      |                      |                                         |                                         |                                         |                                         |                                         |                                         |  |  |  |  |  |  |  |  |  |  |  |  |  |  |  |  |  |  |  |  |  |  |  |  |  |  |  |  |  |  |  |  |
|  |  |                      |                      |                      |                      |                      |                      | پادشاه اویجا 의자왕 | پادشاه اویجا 의자왕 | پادشاه اویجا 의자왕 | پادشاه اویجا 의자왕 | پادشاه اویجا 의자왕 | پادشاه اویجا 의자왕 |                     |                     |                     |                     |                     |                     | بویو سه‌سانگ 부여새상 | بویو سه‌سانگ 부여새상 | بویو سه‌سانگ 부여새상 | بویو سه‌سانگ 부여새상 | بویو سه‌سانگ 부여새상 | بویو سه‌سانگ 부여새상 |                                         |                                         |                                         |                                         |                                         |                                         |  |  |  |  |  |  |  |  |  |  |  |  |  |  |  |  |  |  |  |  |  |  |  |  |  |  |  |  |  |  |  |  |

## تصویرسازی مدرن
- توسط «کیم سوک» و «جو هیونجه» در مجموعه تلویزیونی «افسانه سودانگ» به تصویر کشیده شد.
- توسط «چوی جونگهوان» در مجموعه تلویزیونی «سرنوشت یک مبارز» به تصویر کشیده شد.
- توسط «پارک چولهو» در مجموعه تلویزیونی «رؤیای فرمانروای بزرگ» به تصویر کشیده شد.